# Zuccabar
Zuccabar fue una antigua ciudad en la provincia romana de Mauritania Cesariense. Se encuentra en la actual Miliana, en Argelia.

## Historia
Zuccabar se constituyó como una colonia romana (Colonia Iulia Augusta Zucchabar) bajo el emperador Augusto.
De hecho, la Miliana actual corresponde a la ciudad de origen púnico conocida en la época romana como "Zucchabar" (o incluso "Succhabar"). Bajo Augusto, se le dio el rango de colonia y, por lo tanto, se la conoció como Colonia Iulia Augusta Zucchabar. La forma griega del nombre usado por el geógrafo Ptolomeo fue Ζουχάββαρι (Zugabbari). Plinio el Viejo la llama "la colonia de Augusta, también llamada Succabar", y Amiano Marcelino le da el nombre de Sugabarri o, en forma de adjetivo, Sugabarritanum.
Zuccabar pertenecía a la provincia romana de Mauritania Cesariense y se encontraba a 70 km al sur de la capital Cesarea, con una población cercana a los 5.000 habitantes (en su mayoría bereberes romanizados ).
Zucchabar se convirtió en sede episcopal cristiana en el siglo IV. Se registran los nombres de dos de sus obispos católicos y un donatista:
- Maximiano, quien asistió a la Conferencia de Cartago (411) ;
  - Germano, el obispo donatista que asistió a la misma conferencia;
- Estéfano, uno de los obispos católicos a quien Hunerico convocó a una reunión en Cartago en febrero de 484 y que luego se exilió.

El obispado está incluido en la lista de sedes titulares de la Iglesia Católica.
Miliana fue refundada en el siglo X por Buluggin ibn Ziri en el sitio de la antigua ciudad romana de Zuccabar.